# Département de Grand-Lahou
Le département de Grand-Lahou est un département de Côte d'Ivoire.